# Cichlasoma portalegrense
Cichlasoma portalegrense es una especie de peces de la familia Cichlidae en el orden de los Perciformes.

## Morfología
Los machos pueden llegar alcanzar los 10,3 cm de longitud total.

## Distribución geográfica
Se encuentra en las cuencas de Lagoa dos Patos y del río Tramandaí (Rio Grande do Sul, Brasil ).